# Gallaba ochropepla
Gallaba ochropepla är en fjärilsart som beskrevs av Turner 1903. Gallaba ochropepla ingår i släktet Gallaba och familjen tandspinnare. Inga underarter finns listade i Catalogue of Life.

## Bildgalleri

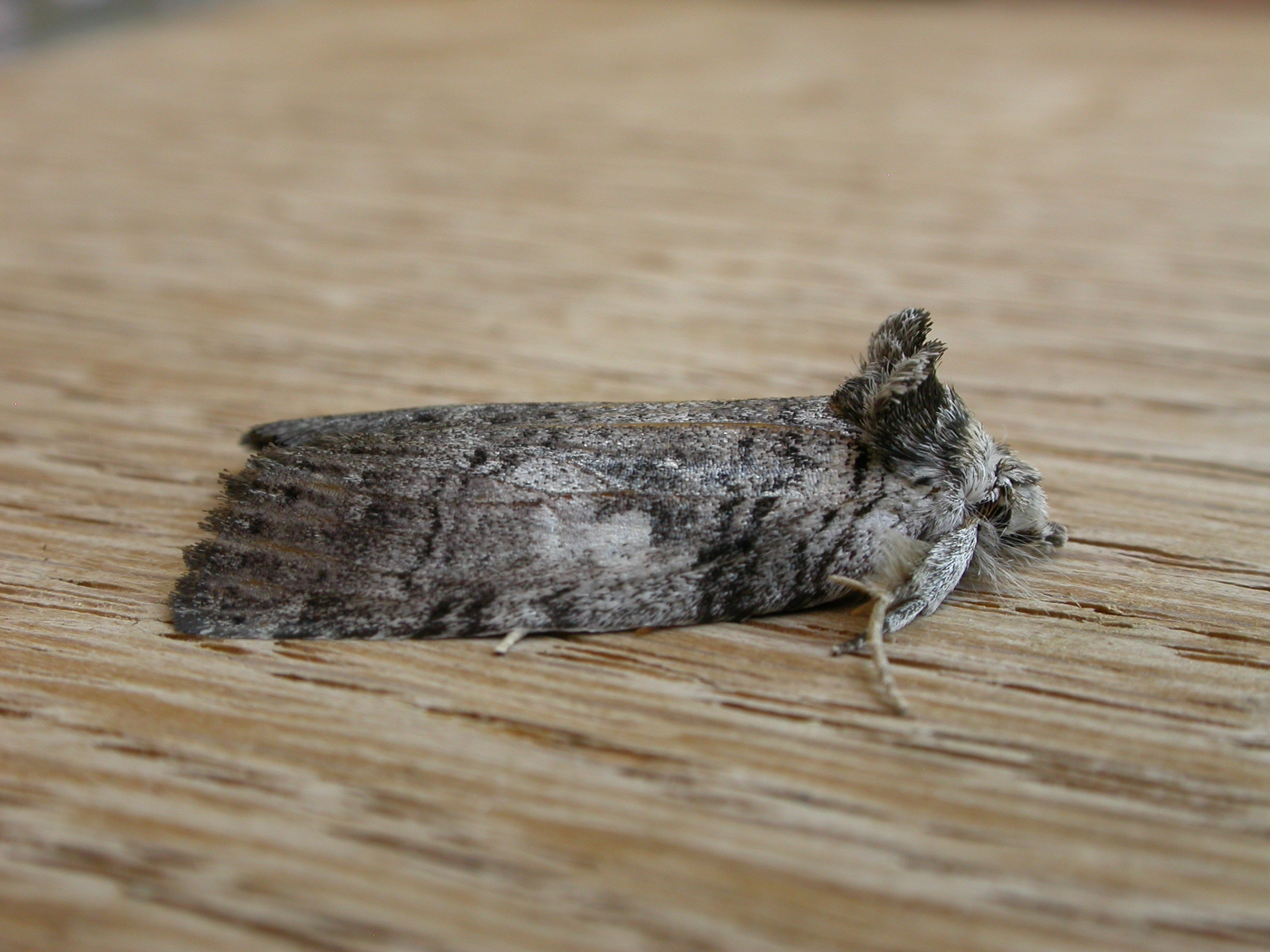